# Sieben Gründe
Koordinaten: 51° 45′ 30″ N, 8° 55′ 29″ O

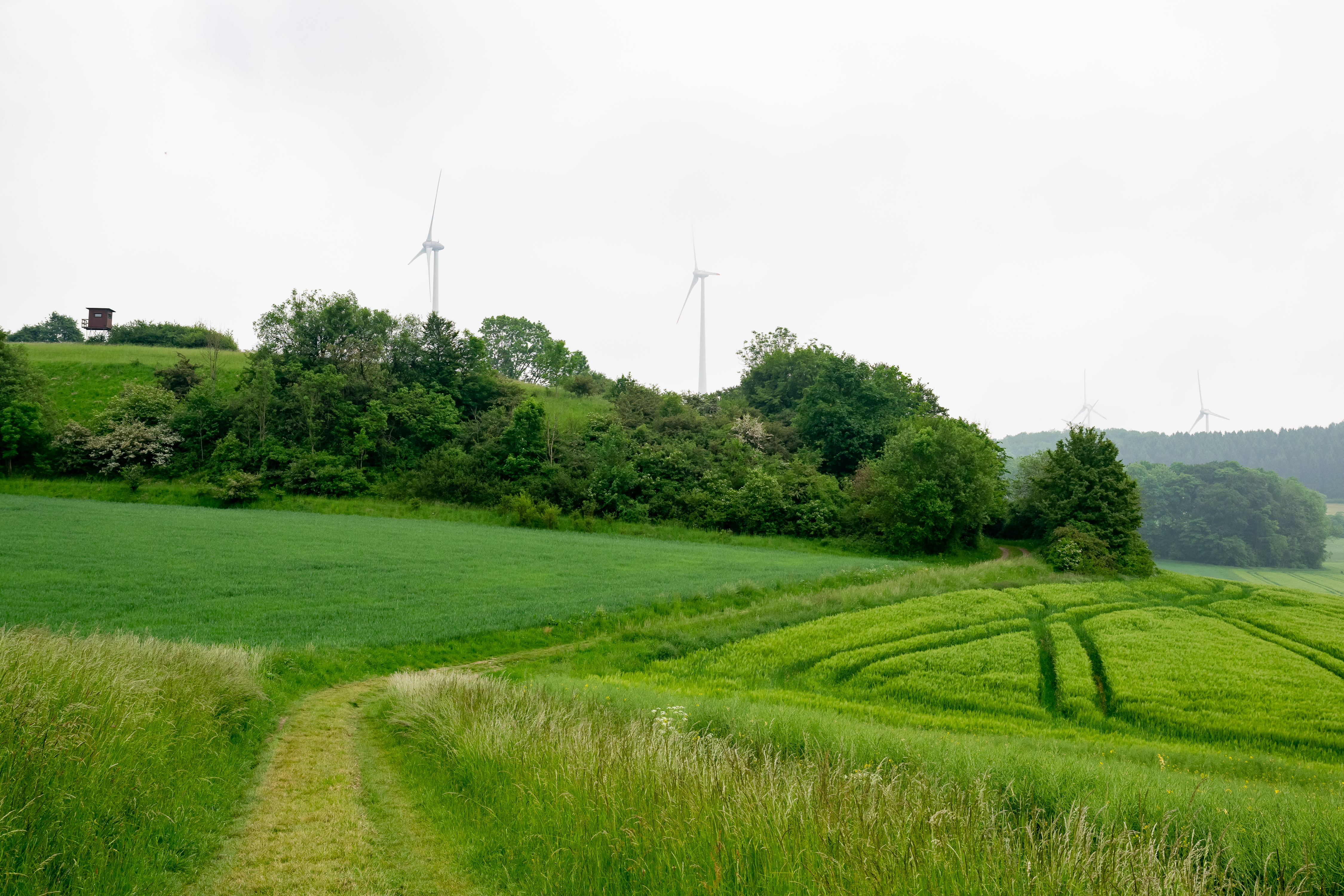
Naturschutzgebiet Sieben Gründe (Mai 2016)

Das Naturschutzgebiet Sieben Gründe liegt auf dem Gebiet der Gemeinde Altenbeken im Kreis Paderborn in Nordrhein-Westfalen. Das aus drei Teilflächen bestehende Gebiet erstreckt sich westlich des Kernortes Altenbeken zu beiden Seiten des etwa 1,9 ha großen Naturschutzgebietes Stollen am großen Viadukt westlich Altenbeken (PB-055). Nördlich des Gebietes verläuft die Landesstraße L 755.

## Bedeutung
Das etwa 46,6 ha große Gebiet wurde im Jahr 2021 unter der Schlüsselnummer PB-077 bzw. NSG-0002 unter Naturschutz gestellt. Schutzziele sind
- die Erhaltung der Hanggrünlandkomplexe und Entwicklung insbesondere der kartierten FFH-LRT 6510 Magere Flachland-Mähwiesen durch extensive Wiesennutzung (ein- bis zweimalig je nach Aufwuchs) mit Abräumen des Mahdgutes sowie
- die Erhaltung der vermutlich aus Kalkhalbtrockenrasen hervorgegangenen Wiese durch extensive Beweidung (Schafe, Ziegen). Die verbuschten Teilflächen sollten entkusselt werden und sind anschließend am besten zu beweiden (Ziegen), da dadurch der Gehölzaufwuchs unterbunden werden kann.[2]